# Goldfinger (soundtrack)
Goldfinger is de originele soundtrack van de derde James Bond-film van EON Productions uit 1964 met dezelfde naam. Het album werd voor het eerst uitgebracht in 1964 door United Artists Records.
De filmmuziek werd gecomponeerd door John Barry en bij het nummer Goldfinger schreven Leslie Bricusse en Anthony Newley de teksten en werd het lied gezongen door Shirley Bassey. Oorspronkelijk zou Newley de titelsong zingen, maar die versie werd later vervangen door de Bassey. In 1965 stond het album op de eerste plaats in de Billboard 200. De titelsong werd ook op single uitgebracht en behaalde in onder andere de Nederlandse Top 40 de vijfde plaats en in de Billboard Hot 100 de achtste plaats.

## Nummers
| Nr. | Titel                                                | Duur |
| --- | ---------------------------------------------------- | ---- |
| 1   | Main Title: Goldfinger / Into Miami - Shirley Bassey | 3:14 |
| 2   | Alpine Drive / Auric's Factory                       | 3:15 |
| 3   | Oddjob's Pressing Engagement                         | 3:05 |
| 4   | Bond Back in Action Again                            | 2:29 |
| 5   | Teasing the Korean                                   | 2:12 |
| 6   | Gassing the Gangsters                                | 1:03 |
| 7   | Goldfinger (Instrumental Version)                    | 2:22 |
| 8   | Dawn Rald on Fort Knox                               | 6:43 |
| 9   | The Arrival of the Bomb and Count Down               | 3:36 |
| 10  | The Death of Goldfinger / End Titles                 | 2:34 |

## Geremasterde soundtrack-cd 2003
| Nr. | Titel                                      | Duur |
| --- | ------------------------------------------ | ---- |
| 1   | Main Title: Goldfinger - Shirley Bassey    | 2:48 |
| 2   | Into Miami                                 | 0:57 |
| 3   | Alpline Drive / Auric's Factory            | 4:28 |
| 4   | Oddjob's Pressing Engagement               | 3:08 |
| 5   | Bond Back in Action Again                  | 2:31 |
| 6   | Teasing the Korean                         | 2:17 |
| 7   | Gassing the Gangsters                      | 1:05 |
| 8   | Goldfinger (Instrumental Version)          | 2:10 |
| 9   | Dawn Raid on Fort Knox                     | 5:48 |
| 10  | The Arrival of the Bomb and Count Down     | 3:29 |
| 11  | The Death of Goldfinger / End Titels       | 2:35 |
| 12  | Golden Girl (Bonus track)                  | 2:11 |
| 13  | Death of Tilley (Bonus track)              | 2:05 |
| 14  | The Laser Beam (Bonus track)               | 2:54 |
| 15  | Pussy Galore's Flying Circus (Bonus track) | 2:48 |